# Nasser Memarzia
Nasser Memarzia est un acteur britannique né le 5 mars 1958 à Londres en Angleterre.

## Filmographie

### Cinéma
- 2001 : Silent Soul : le directeur
- 2004 : Millions : Saint Joseph
- 2005 : Kingdom of Heaven : un grand musulman
- 2005 : Munich : un vieux palestinien
- 2006 : La Situation : Rafeeq
- 2007 : Mummies: Secrets of the Pharaohs : Ahmed Abd El Rassoul
- 2007 : Les Cerfs-volants de Kaboul : Zaman le directeur de l'orphelinat
- 2010 : Letters Home : Yusef
- 2010 : I Am Slave : Ibrahim
- 2011 : The Devil's Double : le père de Latif
- 2012 : My Brother the Devil : Abdul-Aziz
- 2015 : Insurrection : Mansoor
- 2017 : Gholam : l'homme sage
- 2017 : Brexit Shorts: Shattered
- 2019 : Star Wars, épisode IX : L'Ascension de Skywalker : un officier du premier ordre
- 2020 : Le Rythme de la vengeance : Suleman Kaif
- 2020 : After Love : Ahmed
- 2022 : Le Couteau par la lame : Mohammed Dudayev
- 2023 : Indiana Jones et le Cadran de la destinée : Archimède
- 2024 : Afghan Dreamers : Abdul

### Télévision
- 1988 : How to Be Cool : Welder (1 épisode)
- 1989 : Dramarama : M. Muzdagh (1 épisode)
- 1989 : Saracen : Al Beja Two (1 épisode)
- 1990-1991 : Children's Ward : Dr Douhari (4 épisodes)
- 1991-2009 : The Bill : Sammy, M. Patel, M. Zarincheh et autres personnages (6 épisodes)
- 1994-2013 : Casualty : Amir Haron, Asif Quasim et Patrick Sabet (7 épisodes)
- 2000 : Les Mille et Une Nuits : l'avocat procureur (2 épisodes)
- 2001 : Judge John Deed : Mark Moriarty (1 épisode)
- 2001 : Holby City : M. Loshi (1 épisode)
- 2001 : Beech Is Back : Nasir Al Din (2 épisodes)
- 2002 : Only Fools and Horses : M. Mahmoon (1 épisode)
- 2004 : La Cellule de Hambourg : Assem
- 2008 : House of Saddam : Zaidan (1 épisode)
- 2012 : Silk : Mohammed Ali (1 épisode)
- 2012 : Homefront : Faisal (1 épisode)
- 2014 : The Honourable Woman : Zahid Al-Zahid (3 épisodes)
- 2015 : Les Enquêtes de Vera : Arjun Banerjee (1 épisode)
- 2015 : Tyrant : Ahmos Al-Yazbek (4 épisodes)
- 2016 : The Night Manager : L'Espion aux deux visages : Omar Barghati (3 épisodes)
- 2016 : Le Bureau des légendes : Majid Zamani (4 épisodes)
- 2017-2019 : Knightfall : Draper (13 épisodes)
- 2018 : Next of Kin : M. Khalid (5 épisodes)
- 2018 : Tatort : Nasem Attallah (1 épisode)
- 2018 : Bulletproof : Bakur (3 épisodes)
- 2019 : Hatton Garden : Gooran Cyrus (4 épisodes)
- 2019 : Noces d'or : Farhad Mozafari
- 2020 : Homeland : le juge (1 épisode)
- 2023 : Hijack : Yussuf (7 épisodes)
- 2023 : La Roue du temps : Errol (1 épisode)